# Kommunens Väl (Skåne)
Kommunens Väl är eller har varit namnet på politiska partier i flera kommuner i Skåne län.

## Eslöv
Kommunens Väl var ett lokalt politiskt parti i Eslövs kommun med mandat i kommunfullmäktige 1979 och 1982. 

## Skurup
Kommunens Väl är ett lokalt politiskt parti bildat 1952 i Skurups kommun med mandat i kommunfullmäktige sedan 1970.

## Tomelilla
Kommunens Väl var ett lokalt politiskt parti i Tomelilla kommun med mandat i kommunfullmäktige mellan 1994 och 2006. De ställde inte upp i valet 2010.

### Valresultat
| År   | Andel röster | Antal mandat |
| ---- | ------------ | ------------ |
| 1994 |              | 3 (av 41)    |
| 1998 | 6,4 %        | 3 (av 41)    |
| 2002 | 5,4 %        | 2 (av 41)    |
| 2006 | 4,7 %        | 2 (av 41)    |